# Слишком поздно для слёз
«Слишком поздно для слёз» (англ. Too Late for Tears) — фильм нуар режиссёра Байрона Хэскина, вышедший на экраны в 1949 году. Сценарий фильма написан Роем Хаггисом на основе его серийного романа 1947 года, который публиковался в журнале «Сатэрдэй ивнинг пост».
Фильм рассказывает о домохозяйке среднего класса (Лизабет Скотт), которая волею обстоятельств оказывается владелицей крупной суммы денег. Ради того, чтобы не потерять неожиданное богатство она идёт на убийство своего добропорядочного мужа (Артур Кеннеди), а затем и шантажиста (Дэн Дьюриа), который стал её сообщником.
Несмотря на некоторые невероятные сюжетные повороты, фильм в целом получил благоприятные отзывы критики, отметившей значимость темы, напряжённость повествования, хорошую проработку характеров, качественную режиссуру и сильную актёрскую игру, особенно, со стороны Лизабет Скотт.

## Сюжет
Однажды вечером супружеская пара Палмеров, Джейн (Лизабет Скотт) и Алан (Артур Кеннеди), едет на своём кабриолете по Голливудским холмам в гости к знакомым. У жены плохое настроение и она не хочет видеть хозяйку, которую считает снобкой. Джейн просит мужа развернуться и ехать домой, но он отказывается. Они останавливаются на обочине, случайно мигая фарами. Водитель стоящей невдалеке машины воспринимает это как сигнал. Он начинает двигаться им навстречу, и проезжая мимо, бросает на заднее сиденье их машины портфель, набитый долларами. Алан говорит, что деньги надо немедленно передать в полицию, однако Джейн просит его не спешить. В этот момент их начинает преследовать другой автомобиль, и им с трудом удаётся уйти от погони.
Добравшись до дома, они обнаруживают, что в чемодане находится 60 тысяч долларов. Джейн говорит, что она всегда мечтала о таких деньгах, и поскольку никто не знает, что деньги у них, их можно спокойно оставить себе. Алан отвечает, что эти деньги не принесут им счастья, кроме того, преследователь мог запомнить номер их автомобиля, что позволит ему вычислить их имена и место жительства. В итоге они договариваются на неделю спрятать деньги, а уже затем решить, как быть с ними дальше. Алан отвозит чемодан в камеру хранения на вокзале, рассчитывая уговорить Джейн сдать деньги полиции. Когда Джейн спрашивает его о квитанции из камеры хранения, Алан отвечает, что она завалилась за подкладку его пальто, и что там она будет в сохранности.
На следующий день, когда Алан уходит на работу, Джейн идёт по магазинам и делает несколько дорогостоящих покупок. Вскоре к ней домой приходит Дэнни Фуллер (Дэн Дьюриа), представляющийся полицейским детективом, который под предлогом того, что вчера их машину видели недалеко от места преступления, осматривает квартиру и находит спрятанные Джейн ценные покупки. После этого он утверждает, что она вчера завладела чужими деньгами и требует немедленно отдать ему чемодан. Джейн отвечает, что они с мужем сдали деньги в полицию, о чём завтра будет написано в газетах. Дэнни уходит, но обещает прийти на следующий день, если не увидит сообщения в газетах. Вернувшийся домой Алан также видит покупки и расстроен тем, что Джейн начала тратить деньги. Но Джейн уже не может расстаться с мыслью об обретённом богатстве. На следующий день, когда приходит Дэнни, она предлагает ему разделить деньги пополам, если он поможет ей в одном деле.
Вечером Джейн и Алан снова ссорятся из-за денег, и в качестве жеста примирения Алан приглашает её на следующий день на романтическую лодочную прогулку по озеру Уэстлейк, где они любили проводить время в начале своего романа. После этого разговора Джейн звонит Дэнни и обещает ему завтра передать его долю и просит ждать его в условленном месте у озера.
Перед отправлением на лодочную прогулку Джейн кладёт в свою сумочку пистолет мужа. Сидя в лодке, Джейн мучается сомнениями, как ей поступить, и даже просит Алана развернуть лодку и плыть к берегу, говоря, что готова сдать деньги в полицию. Однако Алан хочет продолжить прогулку. Когда он берёт сумочку Джейн, чтобы достать сигареты, из неё выпадает его пистолет. Джейн опережает Алана и первой хватает пистолет, Алан бросается на неё, и в этот момент раздаётся выстрел. Алан падает замертво на дно лодки. Джейн ведёт лодку к месту, где её ожидает Дэнни. Увидев труп Алана, Дэнни сначала отказывается помогать ей, говоря, что не хочет в газовую камеру, однако Джейн шантажирует его, говоря, что если её поймают, она его сдаст, и тогда он всё равно будет казнён. Вместе они привязывают груз к телу Алана и топят тело в озере. Затем Дэнни надевает плащ и шляпу Алана и вместе с Джейн выходит с лодочной станции с таким расчётом, чтобы лодочник запомнил его и подтвердил, что Джейн ушла со станции вместе с мужем. Затем Дэнни подвозит Джейн к гаражу в её доме, и высаживает её на некотором расстоянии с таким расчётом, чтобы сторож гаража принял его за Алана.
Вернувшись домой, Джейн приглашает к себе в гости сестру Алана Кэти (Кристин Миллер), которая живёт на том же этаже, и жалуется ей, что Алан её разлюбил. Затем она говорит, что он решил заехать в магазин за бутылкой виски. После того, как его нет в течение получаса, она при Кэти звонит в полицию и пытается выяснить информацию о несчастных случаях, а позднее — заявить об исчезновении мужа. Ей отвечают, что смогут помочь в розыске следующим утром, когда она оставит письменное заявление.
Когда Кэти уходит, Джейн незаметно выходит на улицу и садится вместе с Дэнни с машину, якобы чтобы забрать деньги. Она умышленно опасно ведёт автомобиль, рассчитывая устроить аварию, в которой Дэнни бы разбился, и даже чуть было не сталкивается с другим автомобилем. Испуганный Дэнни понимает, что сегодня денег он не получит. Он требует остановить машину, выходит и обещает прийти к ней за деньгами завтра утром. Джейн отгоняет автомобиль в пустынное место на океанском побережье и бросает, где через некоторое время её угоняют двое бродяг. Затем Джейн едет на такси к Дэнни, чтобы забрать у него пальто Алана, в котором лежит квитанция. Дэнни догадывается, в чём дело, и при ней сам обыскивает вещи Алана, однако вместо квитанции находит только кусочек картона.
Пока Джейн нет дома, Кэти тайком заходит в квартиру Палмеров и осматривает её в поисках каких-либо следов Алана. Она видит, что на месте нет пистолета Алана, а также находит и забирает себе квитанцию из вокзальной камеры хранения, собираясь выяснить, что мог сдать Алан. Выходя из квартиры брата, она сталкивается в дверях с мужчиной (Дон Дефор), который представляется армейским товарищем Алана Доном Блейком, проездом находящимся в Лос-Анджелесе. Кэти сообщает ему, что Алан исчез вчера вечером, и в его квартире она пыталась найти что-либо, что поможет выяснить причины его исчезновения. Дон проявляет заинтересованность в этой истории и выражает готовность помочь Кэти. Из его рассказа становится известно, что Джейн ранее уже была замужем, и её первый муж по фамилии Бланчард был доведён до банкротства и покончил жизнь самоубийством.
Джейн возвращается домой и ищет квитанцию. Заходит Кэти, спрашивает про пистолет Алана. Его нет. В этот момент к Джейн приходит детектив из отдела убийств, которому поручено расследовать исчезновение Алана. Детектив высказывает подозрение, что муж мог сбежать с другой женщиной, так как в день его исчезновения, в полицию поступил сигнал, что его автомобиль, в котором сидел похожий на него мужчина с молодой женщиной, чуть было не устроил столкновение с другим автомобилем и скрылся. Полиция подозревает, что в машине сидел Алан с любовницей. Вскоре, когда детективу поступает звонок с информацией, что машина Алана обнаружена недалеко от мексиканской границы, детектив окончательно делает вывод, что Алан сбежал с другой женщиной, после чего считает свою миссию завершённой. Однако Кэти подозревает, что в машине могла сидеть Джейн и говорит ей об этом. В этот момент появляется Дон, и Кэти знакомит его с Джейн. Оставшись в комнате вдвоём, Джейн пытается проверить Дона, задавая ему вопросы о прошлом мужа.
Затем Дон возвращается к Кэти. Он говорит, что не верит в бегство Алана и намерен провести собственное расследование. Вместе с Кэти он едет на озеро и выясняет, что лодочник не видел лица Алана, когда тот уходил с озера. Между Доном и Кэти складываются романтические отношения. Тем временем по просьбе Джейн подвыпивший Дэнни приносит ей яд, чтобы отравить Кэти, которая знает слишком много, и может догадаться о преступлении.
Дон заходит к Кэти, чтобы пригласить её в ресторан. Кэти показывает ему багажную квитанцию и просит сначала отвезти её на вокзал. Дон говорит, что хочет поехать туда немедленно, что возможно, эта квитанция позволит найти ответ, и забирает её себе. В этот момент заходит Джейн. Она говорит, что получила весточку от Алана, довольно личную, в которой тот просит у неё прощения и сообщает, что он уехал в Мексику. Джейн говорит, что намерена завтра же отбыть в Мексику на поиски Алана. Затем Джейн устраивает Дону встречу с другим военным товарищем Алана, который не узнаёт Дона и говорит, что никогда не слышал его имени. После ухода товарища Алана, Джейн достает пистолет и в присутствии Кэти требует, чтобы Дон отдал ей квитанцию. Пока Джейн обыскивает карманы Дона, Кэти удаётся выскочить из комнаты и вызвать полицию. Вернувшись назад, она видит, что Дон лежит без сознания на полу, а Джейн исчезла.
Джейн приезжает на вокзал, однако не решается забрать чемодан сама, так как справедливо опасается, что полиции уже известно, что чемодан с деньгами находится в камере хранения, и что его должна забрать женщина. Наняв случайного прохожего, Джейн получает чемодан и приезжает к мертвецки пьяному Дэнни. Он рассказывает, что деньги он должен был получить за шантаж мошенников, провернувших крупную аферу со страховкой. А такой необычный способ передачи денег он избрал потому, чтобы никто не знал его в лицо и соответственно не мог его преследовать. Поняв, что никто её не будет искать, Джейн даёт Дэнни выпить отравленный коктейль и уезжает.
Дон приходит в себя и отправляется вместе с детективами в квартиру Дэнни, которого они находят его уже мертвым. Дон утверждает, что это Джейн убила Дэнни, также как она убила Алана, и требует, чтобы полиция начала поиск его тела на дне озера. Детектив отвечает, что для этого нужно осушить озеро, что требует больших денег и сложных бюрократических согласований. Задержанная подружка Дэнни рассказывает, что он рассказывал ей о какой-то афере, в результате которой должен был получить большую сумму наличных денег, но что-то пошло не так.
Джейн с деньгами уезжает в Мексику, где селится в шикарную гостиницу и весело проводит время. Неожиданно в дверях её номера появляется Дон, который требует её сознаться в преступлениях. Он говорит, что нашёл тело Алана и за половину суммы готов утопить его снова. В страхе Джейн достаёт и раскладывает посреди комнаты чемодан с деньгами. Однако Дон берёт всего одну пачку «на осушение озера». Он говорит, что на самом деле он брат первого мужа Джейн, Боба Бланчарда. Узнав о смерти брата, он не поверил, что это было самоубийство, и решил сам докопаться до истины. Теперь он понимает, почему умер брат и вызывает детективов, говоря, что нашёл деньги. Джейн достаёт пистолет, однако в этот момент в номер врывается местная полиция. Отступая назад, Джейн случайно наступает на чемодан с деньгами, теряет равновесие и падает с балкона, разбиваясь насмерть. Дон спускается в холл гостиницы, где его встречает Кэти. Со словами «короткий у нас получился медовый месяц» они уходят.

## В ролях
- Лизабет Скотт — Джейн Палмер
- Дон Дефор — Дон Блейк / Бланчард
- Дэн Дьюриа — Дэнни Фуллер
- Артур Кеннеди — Алан Палмер
- Кристин Миллер — Кэти Палмер
- Барри Келли — лейтенант Брич
- Денвер Пайл — юноша на станции Юнион[англ.] (в титрах не указан)

## Создатели фильма и исполнители главных ролей
Четырежды номинированный на «Оскар» за спецэффекты, Байрон Хэскин как режиссёр более всего известен научно-фантастическими фильмами «Война миров» (1953) и «Робинзон Крузо на Марсе» (1964), а также сериалом «За гранью возможного» (1963-64). Его наиболее удачной работой в жанре нуар помимо данного фильма стала картина «Я всегда одинок» (1948), где также играли Лизабет Скотт и Кристин Миллер (в общей сложности эти актрисы сыграли вместе в четырёх фильмах). Лизабет Скотт была одной из самых востребованных актрис жанра фильм нуар, сыграв в таких картинах, как «Странная любовь Марты Айверс» (1946), «Рассчитаемся после смерти» (1947), «Западня» (1948), «Тёмный город» (1950, вместе с Доном Дефором) и многих других. Дэн Дьюриа известен ролями преступников в классических фильмах нуар «Женщина в окне» (1944), «Улица греха» (1945) и «Крест-накрест» (1949).

## Оценка критики
Газета «Нью-Йорк таймс» в 1949 году написала о фильме: «Если требуются доказательства того, что деньги — это корень зла — эта тема, между прочим, лежит в основе многих кинофильмов — то лучшим доказательством этого будет фильм „Слишком поздно для слёз“. Продюсер Хант Стромберг, режиссёр Байрон Хэскин и сценарист Рой Хаггинс, который переложил для экрана свой собственный серийный роман из журнала „Сатэрдэй ивнинг пост“, дали этой теме сильную мелодраматическую разработку. Помимо запутанного сюжета и некоторого переизбытка болтовни, которая не всегда так уж занимательна, этот рассказ о жадной до денег дамочке, которая не позволяет ни мужчинам, ни совести встать на её пути, представляет собой зрелое и в целом полное саспенса приключение… В роли Джейн Палмер, которая сознаётся в том, что её стремление к богатству носит почти что патологический характер, Лизабет Скотт создаёт полностью отрицательный, но убедительный и увлекательный образ расчётливой и соблазнительной интриганки с хриплым голосом. Дэн Дьюриа добавляет ещё один отличный и знакомый портрет в свою галерею крутых отвратительных типов, в данном случае, как обманутый ею сообщник. Его лёгкий и сардонический шантажист стал отличным контрапунктом её напряжённому персонажу. Дон Дефор в роли казалось бы случайного человека, которому удаётся выследить её, и Артур Кеннеди, в роли её несчастного супруга, в равной степени умело справляются со свой работой».
Кинокритик Деннис Шварц в 2005 году написал о фильме: «Низкобюджетный фильм нуар Байрона Хэскина удачно использует натуру Лос-Анджелеса, а за Синей бородой в дамском обличье забавно наблюдать, когда она делает свои грязные дела, сначала пристрелив своего милого муженька, а затем отравив ядом и своего дружка (она позаботилась и о своём первом муженьке, однако это произошло за камерой, и мы точно не знаем, как именно)… Чтобы поверить в запутанный сюжет (фильма), придётся временно забыть о достоверности и принять как данное ряд совпадений. Хотя это и не самый значимый фильм нуар, он затрагивает важную тему стремления среднего класса послевоенного периода к лучшей жизни в материальном и социальном плане. Тяга Джейн к богатству была столь непомерной, что она не останавливалась даже перед убийством, чтобы подняться над средой обедневшего среднего класса, и её извращенный персонаж используется для показа того, как за деньги нельзя купить счастье. Говорящая хриплым голосом и очаровательно улыбающаяся Лизабет Скотт прекрасно исполняет роль роковой женщины, а Дэн Дьюриа оказывается в своей стихии в роли пьющего малодушного негодяя, у которого нет той криминальной воли, какой обладает его леди-сообщница».
Кинокритик Крейг Батлер на сайте Allmovie назвал этот фильм «если не подлинным бриллиантом, то уж точно очень хорошим по размеру цирконием». Он пишет: «Случайное стечение обстоятельств является важнейшим элементом нуара, и это не удивляет, так как очень многие фильмы этого жанра в той или иной степени демонстрируют непреклонную волю рока; просто в „Слезах“ уровень совпадений немного обескураживает. Сценарий местами слишком говорливый; само по себе это не плохо, но диалогам немного не хватает остроты, характерной для лучших нуаров. Однако эти небольшие недостатки не наносят серьёзного вреда фильму; его сюжет, построение и персонажи в полной мере перекрывают эти недостатки. Большую помощь картине оказывает игра постоянных актёров криминальных лент Лизабет Скотт и Дэна Дьюриа. На обладающую глубоким, хриплым голосом Скотт всегда можно положиться в роли роковой женщины, но в роли Джейн Палмер она выкладывается полностью, удачно используя свои весомые актёрские наработки. В результате зритель начинает переживать за неё, хотя и ожидает момента, когда она понесёт заслуженное наказание. Дьюриа составляет с ней отличную пару в роли Дэнни Фуллера, крутого парня, который по ходу действия понимает, что с Джейн ему не тягаться. Артур Кеннеди хорош в роли мужа, но Дон Дефор немного слабоват в роли Дона Блейка, таинственного незнакомца, утверждающего, что он его друг. Чтобы противостоять Скотт на экране, нужна более сильная личность. Байрон Хэскин проявляет постановочное мастерство, создавая хорошую напряженность и атмосферу на экране, и, кроме того, удачно использует натурные съёмки. „Слишком поздно для слёз“ — это, конечно, не „Двойная страховка“, но поклонники такого рода фильмов получат от него несомненное удовольствие».